# ヴィヴィエン・オスボーン
ヴィヴィエン・オスボーン（Vivienne Osborne、1896年12月10日 - 1961年6月10日）は、アメリカ合衆国の女優。

## 主な出演作品
- あの丘越えて Over the Hill (1920)
- 乗馬警官 Cameron of the Royal Mounted (1921)
- ナイトクラブ (1929)
- 春ひらく The Princess and the Plumber (1930)
- 夫の休息日 Husband's Holiday (1932)
- 明暗二人女 Two Kinds of Women (1932)
- 二秒間 Two Seconds (1932)
- 生の創め Life Begins (1932)
- 豪華船 Luxury Liner (1933)
- 水兵さんはお人好し Sailor Be Good (1933)
- 死霊の復讐 Supernatural (1933)
- 七時になると殺される Tomorrow at Seven (1933)
- 暁の砂漠 The Devil's in Love (1933)
- ボビーの初舞台 Let's Sing Again (1936)
- シャムパン・ワルツ Champagne Waltz (1937)
- メン・アー・サッチ・フールズ Men Are Such Fools (1938)
- 海洋児 Captain Caution (1940)